# ゴンズイ

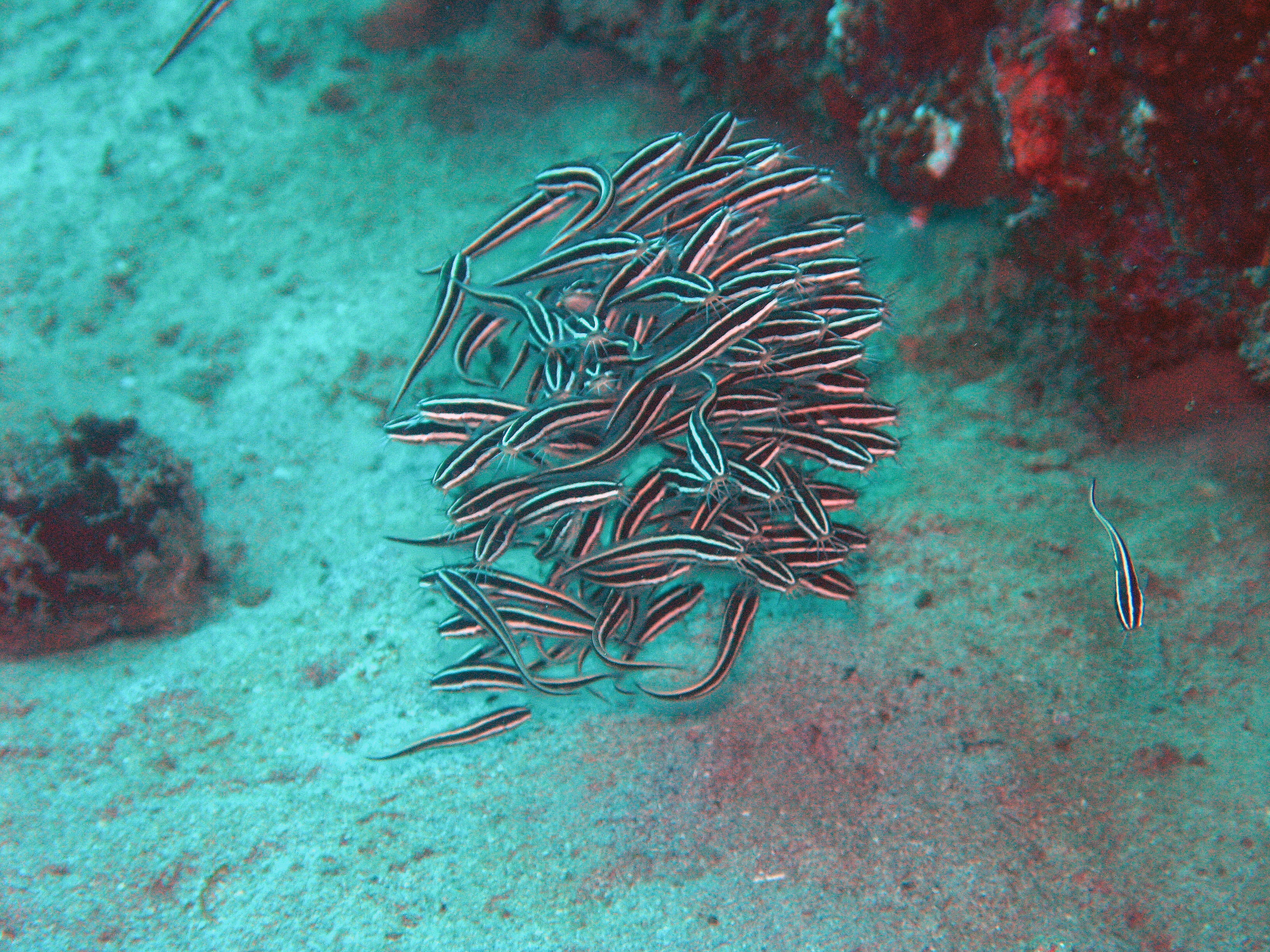
「ごんずい玉」

ゴンズイ（権瑞、学名 Plotosus japonicus）はナマズ目の海水魚である。他の魚と同様、ギギ、ハゲギギ、ググといった、地方ごとにさまざまな呼称がある。

## 分布
太平洋側では福島県及び茨城県から沖縄島まで、日本海側では富山県から沖縄県までに分布するが、太平洋側に多く、日本海側では少ない。

## 形態
体長10 cm - 20 cm。茶褐色の体に頭部から尾部にかけて2本の黄色い線があり、幼魚ほど鮮やかである。
背びれと胸びれの第一棘条（毒棘）には毒があり、これに刺されると激痛に襲われる。特に夜釣りでは、釣れたものを手元にたぐり寄せたときに、暗くて毒棘が見えずに触ってしまうことがある。なお、この毒は死んでも失われず、死んだゴンズイを知らずに踏んで激痛を招いてしまうことが多いため、十分な注意が必要である。毒の成分はタンパク毒であるため、加熱により失活する。

### 刺害への対処
応急処置として刺さった棘を抜き、傷口から毒を吸い出して消毒する。痛みが続く時や痛みとともに吐き気などが続く場合は病院を受診すること。ゴンズイに限らず、刺毒魚の毒はタンパク質のため熱に弱く、60℃以上の高温で毒成分は分解される。このため、火傷をしない程度の熱湯（43～50℃程度）に患部を浸すと、毒成分が不活性化し痛みが和らぐといわれる。

## 生態
主に浅場の岩礁や防波堤付近などに群れる。集団で行動する習性があり、特に毒の量が少ない幼魚の時代に著しく、彼らの群れは巨大な団子状になるため、「ごんずい玉」とも呼ばれる。この行動は集合行動を引き起こすフェロモンによって制御されていることが知られ、群独自のホスファチジルコリン（PC）によって、群を認識したりコミュニケーションを取ったりすることが示唆されている。
夜行性であり、夜間に磯や防波堤周辺を回遊するため、釣獲されることが多い。釣り上げた時にギーギー、グーグーなどと鳴くことが、地方名の由来となっている。

### 食用
ナマズの仲間であるため、成魚になるとナマズとよく似た姿となる。毒針のせいで嫌われるが、毒針さえ取り除けば白身の非常に美味な魚肉であり、味噌汁や煮物、天ぷらや蒲焼などで食される。

## 近縁種

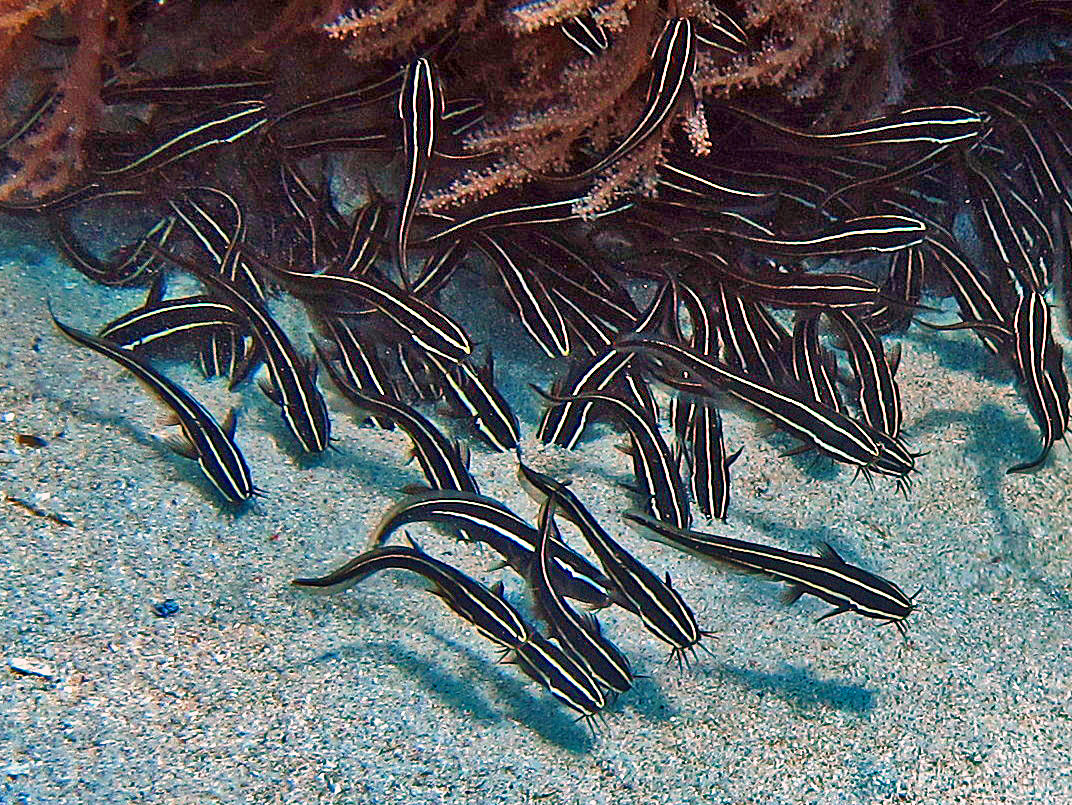
ミナミゴンズイ at Bunaken National Park.

近似種にミナミゴンズイ（英: Striped eel catfish、学名：Plotosus lineatus） (Thunberg, 1787) がいるが、鰓耙数、垂直鰭の軟条数、脊椎骨数に差異があるが、外形での同定は困難である。基本的にゴンズイは本州から沖縄県に分布し、ミナミゴンズイは九州から琉球列島、インド洋、西太平洋に広く分布する。この2種は長らく同種とされていたが2008年に別種とされた。